# Херсфельд-Ротенбург
Херсфельд-Ротенбург (нем. Hersfeld-Rotenburg) — район в Германии. Центр района — город Бад-Херсфельд. Район входит в землю Гессен. Подчинён административному округу Кассель. Занимает площадь 1097 км². Население — 122,5 тыс. чел. (2010). Плотность населения — 112 человек/км².
Официальный код района — 06 6 32.
Район подразделяется на 20 общин.

## Города и общины
1. Бад-Херсфельд (29 943)
2. Бебра (13 870)
3. Ротенбург (13 639)
4. Херинген (7516)
5. Людвигзау (5718)
6. Нидераула (5394)
7. Альхайм (5086)
8. Вильдек (5008)
9. Шенкленгсфельд (4614)
10. Филипсталь (4219)
11. Кирхгайм (3684)
12. Хоэнрода (3293)
13. Хаунек (3273)
14. Нойенштайн (3085)
15. Хаунеталь (3049)
16. Нентерсхаузен (2900)
17. Фридевальд (2464)
18. Ронсхаузен (2384)
19. Брайтенбах (1786)
20. Корнберг (1526)

(30 июня 2010)